# Горка (Воробьёвское сельское поселение)
Горка — деревня в Сокольском районе Вологодской области на реке Корбанка.
Входит в состав Воробьёвского сельского поселения, с точки зрения административно-территориального деления — в Воробьёвский сельсовет. Расположена к северу от автодороги А123.
Расстояние по автодороге до районного центра Сокола — 59 км, до центра муниципального образования Воробьёва — 3 км. Ближайшие населённые пункты — Великий Двор, Малые Ивановские, Алексино, Осаново, Толстоумово.
По данным переписи в 2002 году постоянного населения не было.